# Я
Я, я (en cursiva Я, я) és una lletra de l'alfabet ciríl·lic anomenada ia pel so que representa (/ja/). S'escriu com una erra llatina invertida i apareix en llengües com el rus o el búlgar. Prové de la fusió de dues lletres anteriors, una per cada part del diftong: ꙗ i Ѧ. La unió és efectiva des de la reforma de Pere I de Rússia de 1708. Com que equival al pronom personal tònic "jo" en algunes llengües eslaves és d'ús freqüent en abreviatures modernes.